# Lista över fornlämningar i Falköpings kommun (Segerstad)
Lista över fornlämningar i Falköpings kommun (Segerstad) är en förteckning av ett urval av de fornlämningar som finns i Segerstad i Falköpings kommun.
| Namn                          | Lämningstyp    | Tillkomsttid | Historisk indelning      | Plats | Läge                 | ID-nr          | Bild                                      |
| ----------------------------- | -------------- | ------------ | ------------------------ | ----- | -------------------- | -------------- | ----------------------------------------- |
| Segerstad 1:1                 | Stensättning   |              | Segerstad, Västergötland |       | 58.259159, 13.666564 | 10201800010001 | Ladda upp en bild av detta fornminne      |
| Segerstad 2:1                 | Stensättning   |              | Segerstad, Västergötland |       | 58.259783, 13.664111 | 10201800020001 | Ladda upp en bild av detta fornminne      |
| Segerstad 4:1                 | Stensättning   |              | Segerstad, Västergötland |       | 58.266144, 13.649859 | 10201800040001 | Ladda upp en bild av detta fornminne      |
| Segerstad 4:2                 | Stenkrets      |              | Segerstad, Västergötland |       | 58.266188, 13.650215 | 10201800040002 | Ladda upp en bild av detta fornminne      |
| Segerstad 5:1                 | Hög            |              | Segerstad, Västergötland |       | 58.265455, 13.645946 | 10201800050001 | Ladda upp en bild av detta fornminne      |
| Segerstad 5:2                 | Stensättning   |              | Segerstad, Västergötland |       | 58.265561, 13.645479 | 10201800050002 | Ladda upp en bild av detta fornminne      |
| Segerstad 6:1                 | Stensättning   |              | Segerstad, Västergötland |       | 58.265367, 13.640731 | 10201800060001 | Ladda upp en bild av detta fornminne      |
| Segerstad 7:1                 | Stensättning   |              | Segerstad, Västergötland |       | 58.266003, 13.641081 | 10201800070001 | Ladda upp en bild av detta fornminne      |
| Segerstad 8:1                 | Stensättning   |              | Segerstad, Västergötland |       | 58.266460, 13.637123 | 10201800080001 | Ladda upp en bild av detta fornminne      |
| Segerstad 9:1                 | Stensättning   |              | Segerstad, Västergötland |       | 58.265964, 13.632930 | 10201800090001 | Ladda upp en bild av detta fornminne      |
| Segerstad 9:2                 | Stensättning   |              | Segerstad, Västergötland |       | 58.265802, 13.632904 | 10201800090002 | Ladda upp en bild av detta fornminne      |
| Segerstad 10:1                | Stensättning   |              | Segerstad, Västergötland |       | 58.263290, 13.635705 | 10201800100001 | Ladda upp en bild av detta fornminne      |
| Segerstad 10:2                | Stensättning   |              | Segerstad, Västergötland |       | 58.263003, 13.636172 | 10201800100002 | Ladda upp en bild av detta fornminne      |
| Segerstad 11:1                | Stensättning   |              | Segerstad, Västergötland |       | 58.263053, 13.632996 | 10201800110001 | Ladda upp en bild av detta fornminne      |
| Segerstad 12:1                | Stensättning   |              | Segerstad, Västergötland |       | 58.263482, 13.632086 | 10201800120001 | Ladda upp en bild av detta fornminne      |
| Segerstad 12:2                | Stensättning   |              | Segerstad, Västergötland |       | 58.263484, 13.631609 | 10201800120002 | Ladda upp en bild av detta fornminne      |
| Segerstad 12:3                | Stensättning   |              | Segerstad, Västergötland |       | 58.263512, 13.631079 | 10201800120003 | Ladda upp en bild av detta fornminne      |
| Segerstad 12:4                | Stensättning   |              | Segerstad, Västergötland |       | 58.263357, 13.630900 | 10201800120004 | Ladda upp en bild av detta fornminne      |
| Segerstad 13:1                | Stensättning   |              | Segerstad, Västergötland |       | 58.261661, 13.634105 | 10201800130001 | Ladda upp en bild av detta fornminne      |
| Segerstad 14:1                | Stensättning   |              | Segerstad, Västergötland |       | 58.259189, 13.635127 | 10201800140001 | Ladda upp en bild av detta fornminne      |
| Segerstad 15:1                | Stensättning   |              | Segerstad, Västergötland |       | 58.266691, 13.646636 | 10201800150001 | Ladda upp en bild av detta fornminne      |
| Segerstad 17:1                | Stensättning   |              | Segerstad, Västergötland |       | 58.257779, 13.627745 | 10201800170001 | Ladda upp en bild av detta fornminne      |
| Segerstad 18:1                | Stensättning   |              | Segerstad, Västergötland |       | 58.256692, 13.627069 | 10201800180001 | Ladda upp en bild av detta fornminne      |
| Segerstad 19:1                | Stensättning   |              | Segerstad, Västergötland |       | 58.255169, 13.628470 | 10201800190001 | Ladda upp en bild av detta fornminne      |
| Segerstad 19:2                | Stensättning   |              | Segerstad, Västergötland |       | 58.255130, 13.628191 | 10201800190002 | Ladda upp en bild av detta fornminne      |
| Segerstad 19:3                | Stensättning   |              | Segerstad, Västergötland |       | 58.254953, 13.628242 | 10201800190003 | Ladda upp en bild av detta fornminne      |
| Segerstad 20:1                | Stensättning   |              | Segerstad, Västergötland |       | 58.254389, 13.628714 | 10201800200001 | Ladda upp en bild av detta fornminne      |
| Segerstad 20:2                | Stensättning   |              | Segerstad, Västergötland |       | 58.254179, 13.629013 | 10201800200002 | Ladda upp en bild av detta fornminne      |
| Segerstad 21:1                | Stensättning   |              | Segerstad, Västergötland |       | 58.253164, 13.622553 | 10201800210001 | Ladda upp en bild av detta fornminne      |
| Segerstad 22:1                | Stensättning   |              | Segerstad, Västergötland |       | 58.251585, 13.630046 | 10201800220001 | Ladda upp en bild av detta fornminne      |
| Hasslebacken (Segerstad 23:1) | Stensättning   |              | Segerstad, Västergötland |       | 58.252320, 13.637577 | 10201800230001 | Ladda upp en bild av detta fornminne      |
| Galgabacken (Segerstad 24:1)  | Stensättning   |              | Segerstad, Västergötland |       | 58.251046, 13.636481 | 10201800240001 | Ladda upp en bild av detta fornminne      |
| Segerstad 25:1                | Gravfält       |              | Segerstad, Västergötland |       | 58.250337, 13.636787 | 10201800250001 | Ladda upp en bild av detta fornminne      |
| Segerstad 26:1                | Stensättning   |              | Segerstad, Västergötland |       | 58.251248, 13.635074 | 10201800260001 | Ladda upp en bild av detta fornminne      |
| Segerstad 26:3                | Stensättning   |              | Segerstad, Västergötland |       | 58.250826, 13.634405 | 10201800260003 | Ladda upp en bild av detta fornminne      |
| Segerstad 28:1                | Stensättning   |              | Segerstad, Västergötland |       | 58.254621, 13.672795 | 10201800280001 | Ladda upp en bild av detta fornminne      |
| Segerstad 29:1                | Stenkammargrav |              | Segerstad, Västergötland |       | 58.255203, 13.676159 | 10201800290001 | Ladda upp en bild av detta fornminne      |
| Segerstad 29:2                | Stenkrets      |              | Segerstad, Västergötland |       | 58.255218, 13.676485 | 10201800290002 | Ladda upp en bild av detta fornminne      |
| Segerstad 30:1                | Hög            |              | Segerstad, Västergötland |       | 58.253806, 13.675221 | 10201800300001 | Ladda upp en bild av detta fornminne      |
| Segerstad 31:1                | Hög            |              | Segerstad, Västergötland |       | 58.253636, 13.674036 | 10201800310001 | Ladda upp en bild av detta fornminne      |
| Segerstad 31:2                | Hög            |              | Segerstad, Västergötland |       | 58.253529, 13.673446 | 10201800310002 | Ladda upp en bild av detta fornminne      |
| Segerstad 31:4                | Stensättning   |              | Segerstad, Västergötland |       | 58.253416, 13.674625 | 10201800310004 | Ladda upp en bild av detta fornminne      |
| Segerstad 32:1                | Hög            |              | Segerstad, Västergötland |       | 58.252968, 13.678652 | 10201800320001 | Ladda upp en bild av detta fornminne      |
| Segerstad 32:2                | Hög            |              | Segerstad, Västergötland |       | 58.252892, 13.678634 | 10201800320002 | Ladda upp en bild av detta fornminne      |
| Segerstad 33:1                | Hög            |              | Segerstad, Västergötland |       | 58.252711, 13.676369 | 10201800330001 | Ladda upp en bild av detta fornminne      |
| Segerstad 33:2                | Stensättning   |              | Segerstad, Västergötland |       | 58.252298, 13.676078 | 10201800330002 | Ladda upp en bild av detta fornminne      |
| Segerstad 33:3                | Stensättning   |              | Segerstad, Västergötland |       | 58.252102, 13.675733 | 10201800330003 | Ladda upp en bild av detta fornminne      |
| Segerstad 36:1                | Stensättning   |              | Segerstad, Västergötland |       | 58.261030, 13.691369 | 10201800360001 | Ladda upp en bild av detta fornminne      |
| Segerstad 36:2                | Stensättning   |              | Segerstad, Västergötland |       | 58.260951, 13.691214 | 10201800360002 | Ladda upp en bild av detta fornminne      |
| Segerstad 39:1                | Stensättning   |              | Segerstad, Västergötland |       | 58.259246, 13.686367 | 10201800390001 | Ladda upp en bild av detta fornminne      |
| Segerstad 40:1                | Stenkammargrav |              | Segerstad, Västergötland |       | 58.260856, 13.684668 | 10201800400001 | Ladda upp en bild av detta fornminne      |
| Segerstad 41:1                | Stenkammargrav |              | Segerstad, Västergötland |       | 58.263097, 13.685241 | 10201800410001 | Ladda upp en bild av detta fornminne      |
| Segerstad 43:1                | Stensättning   |              | Segerstad, Västergötland |       | 58.259554, 13.680483 | 10201800430001 | Ladda upp en bild av detta fornminne      |
| Segerstad 45:1                | Stensättning   |              | Segerstad, Västergötland |       | 58.262523, 13.676357 | 10201800450001 | Ladda upp en bild av detta fornminne      |
| Segerstad 45:2                | Stensättning   |              | Segerstad, Västergötland |       | 58.262418, 13.676462 | 10201800450002 | Ladda upp en bild av detta fornminne      |
| Segerstad 45:3                | Hög            |              | Segerstad, Västergötland |       | 58.262247, 13.676896 | 10201800450003 | Ladda upp en bild av detta fornminne      |
| Segerstad 52:1                | Hög            |              | Segerstad, Västergötland |       | 58.263063, 13.673944 | 10201800520001 | Ladda upp en bild av detta fornminne      |
| Segerstad 53:1                | Stensättning   |              | Segerstad, Västergötland |       | 58.265136, 13.676290 | 10201800530001 | Ladda upp en bild av detta fornminne      |
| Segerstad 53:2                | Stensättning   |              | Segerstad, Västergötland |       | 58.264806, 13.676426 | 10201800530002 | Ladda upp en bild av detta fornminne      |
| Segerstad 53:3                | Stensättning   |              | Segerstad, Västergötland |       | 58.265540, 13.676183 | 10201800530003 | Ladda upp en bild av detta fornminne      |
| Rörs backe (Segerstad 55:1)   | Hög            |              | Segerstad, Västergötland |       | 58.256811, 13.672102 | 10201800550001 | Ladda upp en bild av detta fornminne      |
| Segerstad 58:1                | Hög            |              | Segerstad, Västergötland |       | 58.240423, 13.658098 | 10201800580001 | Ladda upp en bild av detta fornminne      |
| Segerstad 59:1                | Hällristning   |              | Segerstad, Västergötland |       | 58.243499, 13.657321 | 10201800590001 | Ladda upp en bild av detta fornminne      |
| Segerstad 60:1                | Stenkammargrav |              | Segerstad, Västergötland |       | 58.244873, 13.662281 | 10201800600001 | Ladda upp en bild av detta fornminne      |
| Segerstad 61:1                | Stensättning   |              | Segerstad, Västergötland |       | 58.269486, 13.638737 | 10201800610001 | Ladda upp en bild av detta fornminne      |
| Segerstad 62:1                | Stensättning   |              | Segerstad, Västergötland |       | 58.267888, 13.638392 | 10201800620001 | Ladda upp en bild av detta fornminne      |
| Segerstad 64:1                | Stensättning   |              | Segerstad, Västergötland |       | 58.266493, 13.642524 | 10201800640001 | Ladda upp en bild av detta fornminne      |
| Segerstad 65:1                | Stensättning   |              | Segerstad, Västergötland |       | 58.265180, 13.643399 | 10201800650001 | Ladda upp en bild av detta fornminne      |
| Segerstad 66:1                | Stensättning   |              | Segerstad, Västergötland |       | 58.269377, 13.648674 | 10201800660001 | Ladda upp en bild av detta fornminne      |
| Segerstad 67:1                | Stensättning   |              | Segerstad, Västergötland |       | 58.269923, 13.645527 | 10201800670001 | Ladda upp en bild av detta fornminne      |
| Segerstad 68:1                | Hög            |              | Segerstad, Västergötland |       | 58.268615, 13.647415 | 10201800680001 | Ladda upp en bild av detta fornminne      |
| Segerstad 68:2                | Stensättning   |              | Segerstad, Västergötland |       | 58.268590, 13.646956 | 10201800680002 | Ladda upp en bild av detta fornminne      |
| Segerstad 69:1                | Stensättning   |              | Segerstad, Västergötland |       | 58.267342, 13.643661 | 10201800690001 | Ladda upp en bild av detta fornminne      |
| Segerstad 70:1                | Hög            |              | Segerstad, Västergötland |       | 58.267897, 13.644964 | 10201800700001 | Ladda upp en bild av detta fornminne      |
| Segerstad 72:1                | Stensättning   |              | Segerstad, Västergötland |       | 58.268167, 13.640622 | 10201800720001 | Ladda upp en bild av detta fornminne      |
| Segerstad 72:2                | Stensättning   |              | Segerstad, Västergötland |       | 58.267982, 13.640887 | 10201800720002 | Ladda upp en bild av detta fornminne      |
| Segerstad 72:4                | Stensättning   |              | Segerstad, Västergötland |       | 58.268626, 13.640717 | 10201800720004 | Ladda upp en bild av detta fornminne      |
| Segerstad 72:5                | Stensättning   |              | Segerstad, Västergötland |       | 58.268387, 13.641548 | 10201800720005 | Ladda upp en bild av detta fornminne      |
| Segerstad 73:1                | Gravfält       |              | Segerstad, Västergötland |       | 58.269136, 13.641767 | 10201800730001 | Ladda upp en bild av detta fornminne      |
| Segerstad 74:1                | Stensättning   |              | Segerstad, Västergötland |       | 58.270506, 13.644047 | 10201800740001 | Ladda upp en bild av detta fornminne      |
| Segerstad 74:2                | Stensättning   |              | Segerstad, Västergötland |       | 58.270747, 13.644563 | 10201800740002 | Ladda upp en bild av detta fornminne      |
| Segerstad 74:3                | Stensättning   |              | Segerstad, Västergötland |       | 58.270734, 13.644887 | 10201800740003 | Ladda upp en bild av detta fornminne      |
| Segerstad 74:4                | Stensättning   |              | Segerstad, Västergötland |       | 58.270750, 13.645381 | 10201800740004 | Ladda upp en bild av detta fornminne      |
| Segerstad 75:1                | Hög            |              | Segerstad, Västergötland |       | 58.272324, 13.644613 | 10201800750001 | Ladda upp en bild av detta fornminne      |
| Segerstad 76:1                | Stensättning   |              | Segerstad, Västergötland |       | 58.273402, 13.646234 | 10201800760001 | Ladda upp en bild av detta fornminne      |
| Segerstad 76:2                | Stensättning   |              | Segerstad, Västergötland |       | 58.273404, 13.645705 | 10201800760002 | Ladda upp en bild av detta fornminne      |
| Segerstad 78:1                | Stensättning   |              | Segerstad, Västergötland |       | 58.273160, 13.648104 | 10201800780001 | Ladda upp en bild av detta fornminne      |
| Segerstad 78:2                | Stensättning   |              | Segerstad, Västergötland |       | 58.273228, 13.648692 | 10201800780002 | Ladda upp en bild av detta fornminne      |
| Segerstad 79:1                | Stensättning   |              | Segerstad, Västergötland |       | 58.271797, 13.653376 | 10201800790001 | Ladda upp en bild av detta fornminne      |
| Segerstad 80:1                | Stensättning   |              | Segerstad, Västergötland |       | 58.269455, 13.673668 | 10201800800001 | Ladda upp en bild av detta fornminne      |
| Segerstad 80:2                | Stensättning   |              | Segerstad, Västergötland |       | 58.269858, 13.673597 | 10201800800002 | Ladda upp en bild av detta fornminne      |
| Segerstad 81:1                | Stensättning   |              | Segerstad, Västergötland |       | 58.267985, 13.665128 | 10201800810001 | Ladda upp en bild av detta fornminne      |
| "Skallerör" (Segerstad 82:1)  | Stensättning   |              | Segerstad, Västergötland |       | 58.274785, 13.648345 | 10201800820001 | Ladda upp en bild av detta fornminne      |
| Segerstad 83:1                | Stenkrets      |              | Segerstad, Västergötland |       | 58.275354, 13.645697 | 10201800830001 | Ladda upp en bild av detta fornminne      |
| Högerör (Segerstad 84:1)      | Hög            |              | Segerstad, Västergötland |       | 58.279890, 13.646459 | 10201800840001 | Ladda upp en bild av detta fornminne      |
| Segerstad 85:1                | Stensättning   |              | Segerstad, Västergötland |       | 58.273363, 13.649764 | 10201800850001 | Ladda upp en bild av detta fornminne      |
| Segerstad 86:1                | Stensättning   |              | Segerstad, Västergötland |       | 58.265687, 13.639266 | 10201800860001 | Ladda upp en bild av detta fornminne      |
| Segerstad 90:1                | Stensättning   |              | Segerstad, Västergötland |       | 58.276036, 13.656895 | 10201800900001 | Ladda upp en bild av detta fornminne      |
| Segerstad 91:1                | Stensättning   |              | Segerstad, Västergötland |       | 58.277485, 13.650276 | 10201800910001 | Ladda upp en bild av detta fornminne      |
| Segerstad 92:1                | Stensättning   |              | Segerstad, Västergötland |       | 58.278883, 13.652108 | 10201800920001 | Ladda upp en bild av detta fornminne      |
| Segerstad 92:2                | Stensättning   |              | Segerstad, Västergötland |       | 58.278607, 13.652008 | 10201800920002 | Ladda upp en bild av detta fornminne      |
| Segerstad 92:3                | Stensättning   |              | Segerstad, Västergötland |       | 58.278497, 13.651924 | 10201800920003 | Ladda upp en bild av detta fornminne      |
| Segerstad 92:4                | Hällristning   |              | Segerstad, Västergötland |       | 58.278497, 13.651924 | 10201800920004 | Ladda upp en bild av detta fornminne      |
| Segerstad 93:1                | Stensättning   |              | Segerstad, Västergötland |       | 58.272903, 13.653435 | 10201800930001 | Ladda upp en bild av detta fornminne      |
| Segerstad 93:2                | Stensättning   |              | Segerstad, Västergötland |       | 58.272899, 13.653776 | 10201800930002 | Ladda upp en bild av detta fornminne      |
| Segerstad 93:3                | Stensättning   |              | Segerstad, Västergötland |       | 58.273011, 13.654026 | 10201800930003 | Ladda upp en bild av detta fornminne      |
| Segerstad 93:4                | Stensättning   |              | Segerstad, Västergötland |       | 58.272795, 13.654003 | 10201800930004 | Ladda upp en bild av detta fornminne      |
| Segerstad 93:5                | Stensättning   |              | Segerstad, Västergötland |       | 58.273151, 13.653763 | 10201800930005 | Ladda upp en bild av detta fornminne      |
| Segerstad 94:1                | Stensättning   |              | Segerstad, Västergötland |       | 58.275271, 13.654473 | 10201800940001 | Ladda upp en bild av detta fornminne      |
| Segerstad 95:1                | Stensättning   |              | Segerstad, Västergötland |       | 58.271825, 13.651088 | 10201800950001 | Ladda upp en bild av detta fornminne      |
| Segerstad 96:1                | Stensättning   |              | Segerstad, Västergötland |       | 58.279365, 13.652527 | 10201800960001 | Ladda upp en bild av detta fornminne      |
| Segerstad 97:1                | Hög            |              | Segerstad, Västergötland |       | 58.279144, 13.653339 | 10201800970001 | Ladda upp en bild av detta fornminne      |
| Segerstad 98:1                | Stensättning   |              | Segerstad, Västergötland |       | 58.278116, 13.650562 | 10201800980001 | Ladda upp en bild av detta fornminne      |
| Segerstad 99:1                | Röse           |              | Segerstad, Västergötland |       | 58.276323, 13.650789 | 10201800990001 | Ladda upp en bild av detta fornminne      |
| Segerstad 99:2                | Röse           |              | Segerstad, Västergötland |       | 58.276428, 13.651227 | 10201800990002 | Ladda upp en bild av detta fornminne      |
| Segerstad 99:3                | Röse           |              | Segerstad, Västergötland |       | 58.276406, 13.651586 | 10201800990003 | Ladda upp en bild av detta fornminne      |
| Segerstad 99:4                | Stensättning   |              | Segerstad, Västergötland |       | 58.276316, 13.651523 | 10201800990004 | Ladda upp en bild av detta fornminne      |
| Segerstad 99:5                | Stensättning   |              | Segerstad, Västergötland |       | 58.276199, 13.651512 | 10201800990005 | Ladda upp en bild av detta fornminne      |
| Segerstad 100:1               | Stensättning   |              | Segerstad, Västergötland |       | 58.276131, 13.652435 | 10201801000001 | Ladda upp en bild av detta fornminne      |
| Segerstad 101:1               | Stensättning   |              | Segerstad, Västergötland |       | 58.276384, 13.650002 | 10201801010001 | Ladda upp en bild av detta fornminne      |
| Segerstad 102:1               | Stensättning   |              | Segerstad, Västergötland |       | 58.275458, 13.649964 | 10201801020001 | Ladda upp en bild av detta fornminne      |
| Segerstad 102:2               | Röse           |              | Segerstad, Västergötland |       | 58.275402, 13.650427 | 10201801020002 | Ladda upp en bild av detta fornminne      |
| Segerstad 102:3               | Stensättning   |              | Segerstad, Västergötland |       | 58.275130, 13.650219 | 10201801020003 | Ladda upp en bild av detta fornminne      |
| Segerstad 103:1               | Stensättning   |              | Segerstad, Västergötland |       | 58.272040, 13.648314 | 10201801030001 | Ladda upp en bild av detta fornminne      |
| Segerstad 105:1               | Stensättning   |              | Segerstad, Västergötland |       | 58.263199, 13.652678 | 10201801050001 | Ladda upp en bild av detta fornminne      |
| Segerstad 106:1               | Stensättning   |              | Segerstad, Västergötland |       | 58.273362, 13.664234 | 10201801060001 | Ladda upp en bild av detta fornminne      |
| Segerstad 110:1               | Hällristning   |              | Segerstad, Västergötland |       | 58.256117, 13.701925 | 10201801100001 | Ladda upp en bild av detta fornminne      |
| Segerstad 113:1               | Stensättning   |              | Segerstad, Västergötland |       | 58.247219, 13.659330 | 10201801130001 | Ladda upp en bild av detta fornminne      |
| Segerstad 114:1               | Hällristning   |              | Segerstad, Västergötland |       | 58.247961, 13.655955 | 10201801140001 | Ladda upp en bild av detta fornminne      |
| Segerstad 118:1               | Stensättning   |              | Segerstad, Västergötland |       | 58.232771, 13.655280 | 10201801180001 | Ladda upp en bild av detta fornminne      |
| Segerstad 120:1               | Stensättning   |              | Segerstad, Västergötland |       | 58.270570, 13.640362 | 10201801200001 | Ladda upp en bild av detta fornminne      |
| Segerstad 122:1               | Stensättning   |              | Segerstad, Västergötland |       | 58.277487, 13.647372 | 10201801220001 | Ladda upp en bild av detta fornminne      |
| Segerstad 124:1               | Stensättning   |              | Segerstad, Västergötland |       | 58.276094, 13.649011 | 10201801240001 | Ladda upp en bild av detta fornminne      |
| Segerstad 125:1               | Stensättning   |              | Segerstad, Västergötland |       | 58.263808, 13.636930 | 10201801250001 | Ladda upp en bild av detta fornminne      |
| Segerstad 126:1               | Stensättning   |              | Segerstad, Västergötland |       | 58.261706, 13.637813 | 10201801260001 | Ladda upp en bild av detta fornminne      |
| Segerstad 126:2               | Stensättning   |              | Segerstad, Västergötland |       | 58.261739, 13.636998 | 10201801260002 | Ladda upp en bild av detta fornminne      |
| Segerstad 128:1               | Stensättning   |              | Segerstad, Västergötland |       | 58.269654, 13.652548 | 10201801280001 | Ladda upp en bild av detta fornminne      |
| 2)Apelön (Segerstad 145:1)    | Stensättning   |              | Segerstad, Västergötland |       | 58.274112, 13.653989 | 10201801450001 | Ladda upp en bild av detta fornminne      |
| Segerstad 168:1               | Stensättning   |              | Segerstad, Västergötland |       | 58.260020, 13.635861 | 10201801680001 | Ladda upp en bild av detta fornminne      |
| Segerstad 169:1               | Stensättning   |              | Segerstad, Västergötland |       | 58.243622, 13.672473 | 10201801690001 | Ladda upp en bild av detta fornminne      |
| Segerstad 169:2               | Stensättning   |              | Segerstad, Västergötland |       | 58.243538, 13.672373 | 10201801690002 | Ladda upp en bild av detta fornminne      |
| Segerstad 169:3               | Stensättning   |              | Segerstad, Västergötland |       | 58.243348, 13.672660 | 10201801690003 | Ladda upp en bild av detta fornminne      |
| Segerstad 169:4               | Stensättning   |              | Segerstad, Västergötland |       | 58.243490, 13.672862 | 10201801690004 | Ladda upp en bild av detta fornminne      |
| Segerstad 176:1               | Stenkammargrav |              | Segerstad, Västergötland |       | 58.233478, 13.657122 | 10201801760001 | Ladda upp en bild av detta fornminne      |
| Segerstad 191:1               | Stenkrets      |              | Segerstad, Västergötland |       | 58.254472, 13.631897 | 10201801910001 | Ladda upp en bild av detta fornminne      |
| Segerstad 194:1               | Stenkammargrav |              | Segerstad, Västergötland |       | 58.233953, 13.659196 | 10201801940001 | Ladda upp en till bild av detta fornminne |